# Gustave Wuyts
Gustave Marius L. Wuyts (* 27. Februar 1903; † 13. Januar 1979) war ein belgischer Tauzieher. Bei den Olympischen Sommerspielen 1920 im nordbelgischen Antwerpen gewann Wuyts gemeinsam mit Edouard Bourguignon, Alphonse Ducatillon, Rémy Maertens, Christian Piek, Henri Pintens, Charles Van Den Broeck und François Van Hoorenbeek die Bronzemedaille im letzten Tauziehwettbewerb der Olympischen Spiele.
Bei dem am 17. und 18. August 1920 stattfindenden Wettbewerb (offiziell als Lutte à la Corde bezeichnet) trat die achtköpfige Mannschaft vermutlich im ersten Wettkampf gegen die US-amerikanische Mannschaft an. Bekannt ist lediglich, dass sich Wuyts und seine Mannschaft gegen die Nordamerikaner durchsetzen konnten. Das wohl zweite Duell fand gegen den späteren Olympiasieger aus dem Vereinigten Königreich statt. Der offizielle Olympische Report gibt an, dass sich das britische Team der City of London Police nach 29,4 und 38 Sekunden mit 2:0 gegen Belgien durchsetzen konnte. Henk Janssen gibt an, dass die Belgier anschließend darauf verzichten wollten, gegen die niederländische Mannschaft um die Silbermedaille zu ziehen; durch den Rückzug Italiens war den Belgiern um Wuyts der Gewinn der Bronzemedaille bereits sicher. Die Niederländer konnten die belgische Mannschaft schließlich von einem Ziehen um Silber oder Bronze überzeugen. Nach 63,4 und 123 Sekunden entschieden die Niederländer das Duell mit 2:0 für sich, sodass Wuyts die olympische Bronzemedaille gewann.
Außerdem nahm Wuyts bei den Spielen 1920 am Wettbewerb im Kugelstoßen teil. Mit einer Weite von 11,045 m belegte er in der Qualifikationsrunde den 18. Rang unter 20 Teilnehmern. Seine persönliche Bestleistung lag zu diesem Zeitpunkt bei 12,18 m.